# Phillip Stekl
Phillip William „Otto” Stekl  (ur. 20 stycznia 1956 w Middletown) – amerykański wioślarz, srebrny medalista olimpijski.

## Kariera
Wystartował na igrzyskach olimpijskich w Los Angeles w 1984, gdzie osada USA w składzie: David Clark, Jonathan Smith, Phillip Stekl i Alan Forney zdobyła srebrny medal w czwórkach bez sternika. W finale uplasowali się o 2,52 sekundy za osadą Nowej Zelandii i o 1,62 sekundy przed osadą Danii. Był to jego jedyny start olimpijski.
Ponadto zdobył złoty medal w ósemkach na igrzyskach panamerykańskich w San Juan (1979).
Był też między innymi czwarty w czwórkach ze sternikiem na mistrzostwach świata w Cambridge (1978), gdzie osada USA przegrała walkę o podium z osadą Bułgarii o 2,15 sekundy.
Kształcił się na Uniwersytecie Pensylwanii i University of Connecticut, uzyskując MBA. Po zakończeniu kariery pracował jako analityk dla firmy sprzedającej ubezpieczenia turystyczne. Pracował także jako trener.